# Гуго Коллонтай

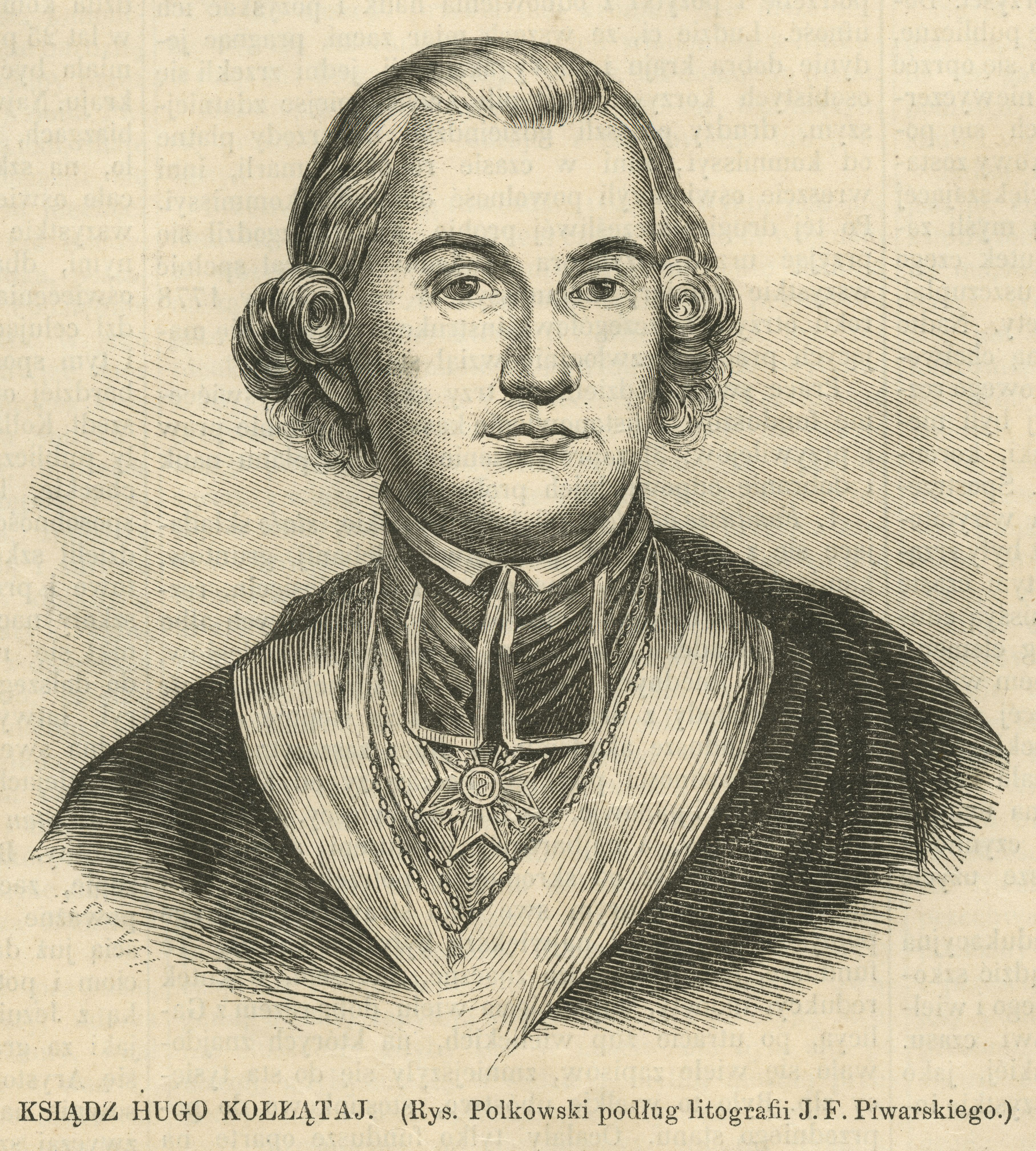
Портрет Гуго Коллонтая

Гуго Коллонтай гербу Котвиця (укр. Якір) (пол. Hugo Kołłątaj; 1 квітня 1750, Дедеркали — 28 лютого 1812, Варшава) — польський релігійний діяч, політик, просвітник. Коронний підканцлер з 1791, Великий литовський референдар з 1786.

## Біографія
З походження шляхтич.
Початкову освіту здобував у Пінчеві, згодом навчався в Краківській Академії, доктор філософії (1768). В 1770—1774 роках продовжив освіту у Відні й Римі, де здобув ступені доктора права і теології, висвячений на ксьондза.
Повернувшись до Речі Посполитої, обійняв посаду краківського каноніка. Був душпастирем у Піньчуві та Кжижановіцах-Дольних (де написав проект Конституції 3 травня). Брав участь в роботі Товариства з шкільних підручників і Комісії Національної Освіти, став автором плану розбудови національного шкільництва. В 1777—1780 роках реформував Краківську Академію, запровадивши викладання природничих наук і польської літератури та забезпечивши можливість здобуття освіти студентам, містянам за походженням. Реформа торкнулася також господарських справ Академії. Таким чином, Коллонтай подбав про поживний ґрунт для зростання нових прогресивних ідей. У 1782 — 1786 роках виконував функції ректора.
В часи Чотирирічного Сейму був одним з найактивніших діячів Патріотичної партії (пол. Stronnictwo Patriotyczne). В політичній роботі До Станіслава Малаховського[…] кілька листів Аноніма виклав план реформування держави, втілений у Конституції 3 травня.
Перебравшись у 1778 році до Варшави, згуртував довкола себе товариство видатних публіцистів, так звану коллонтаївську кузню, в якій брали участь Францішек Ксаверій Дмоховський і Францішек Салезій Єзерський. Один з авторів Конституції 3 травня. Після ухвалення Конституції обійняв посаду коронного підканцлера (1791). Один із засновників Організації Приятелів Урядової Конституції.
У 1786 році нагороджений Орденом Св. Станіслава. У 1791 році став кавалером Ордену Білого Орла.
В часі польсько-російської війни на зборах 23 липня 1792 підтримав рішення короля Станіслава Августа Понятовського щодо приєднання до Торговицької конфедерації, а після встановлення нового уряду  від 1792 року знаходився у Дрездені.
Був організатором і учасником повстання під проводом Т. Костюшка, входив до складу Верховної Національної Ради, опікувався фінансами. Відзначався радикалізмом своїх суспільних і політичних поглядів.
Напередодні поразки повстання під проводом Т. Костюшка 4 листопада 1794 Гуго Коллонтай таємно покидає Варшаву і подається на еміграцію.
6 грудня 1794 заарештований австрійською владою в Радимні, дорогою до Венеції. Запроторений до в'язниці у Перемишлі, де перебував до 1802 року.
З 1802 року Гуго Коллонтай проживав на Волині, зокрема, мешкав у місті Кременець, селах Стовпець, Тилявка, Тетильківці. Разом із Тадеушем Чацьким працював над реформуванням системи освіти, у 1805 р. заснувавши у Кременці Вищу Волинську гімназію (від 1819 р. – ліцей). Коллонтай розробив статут і навчальні плани гімназії, забезпечив майбутню гімназію першокласним навчальним обладнанням. 
В 1807 заарештований російською владою і засланий до Москви. Причиною стали симпатії Гуго Коллонтая до політики французького імператора Наполеона, зокрема листи.
Як публіцист цікавився передусім наукою, освітою і педагогікою. Його тексти лягли в основу Конституції 3 травня, зачіпали питання суспільности і влади.
Стверджував:
- спадкову монархію
- скасування liberum veto
- загальне оподаткування
- зменшення впливів магнатерії
- розширення прав містян
- селянську вольницю (заміну панщини на чинш)

Останні роки життя провів у Варшавському герцогстві. Помер самотнім і збіднілим після важкої хвороби. Похований у Варшаві на цвинтарі «Повонзках», але урна з серцем перевезена до костьолу у Вишневій (в тій місцевості знаходився двір його брата Рафала Коллонтая).

## Праці

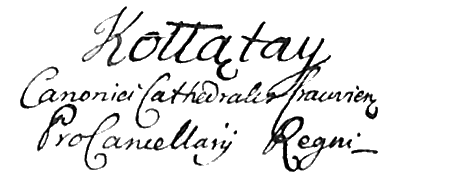
Власноручний підпис Гуго Коллонтая

Автор багатьох публіцистичних творів, зокрема:
- Listy Anonima (1788-89)
- Prawo polityczne narodu polskiego (1790)
- O ustanowieniu i upadku Konstytucji 3 Maja
- Uwagi nad tą częścią ziemi polskiej, która od Traktatu Tylżyckiego zwać poczęto Księstwem Warszawskim (1808)
- Stan oświecenia w Polsce w ostatnich latach panowania Augusta III
- Porządek filozoficzno-moralny (1810)
- Naukowe podstawy polityki.
- Miasta i mieszczanie (електронна версія у PBI)
- Rozbiór krytyczny zasad historii o początkach rodu ludzkiego, czyli racjonalistycznie pojęty wstęp do historii (1810) (TOM I електронна версія у PBI)

## Вшанування
Вулиця у Львові (тепер вулиця Менцинського), вулиця в Тернополі, меморіальна дошка в селі Великі Дедеркали, меморіальний зал Кременецької обласної гуманітарно-педагогічної академії імені Тараса Шевченка.
У 2012 році в Національному університеті «Острозька академія» відбулася науково-практична конференція, присвячена 200-річчю від дня смерті Гуго Коллонтая.